# Dorfkirche Barsdorf

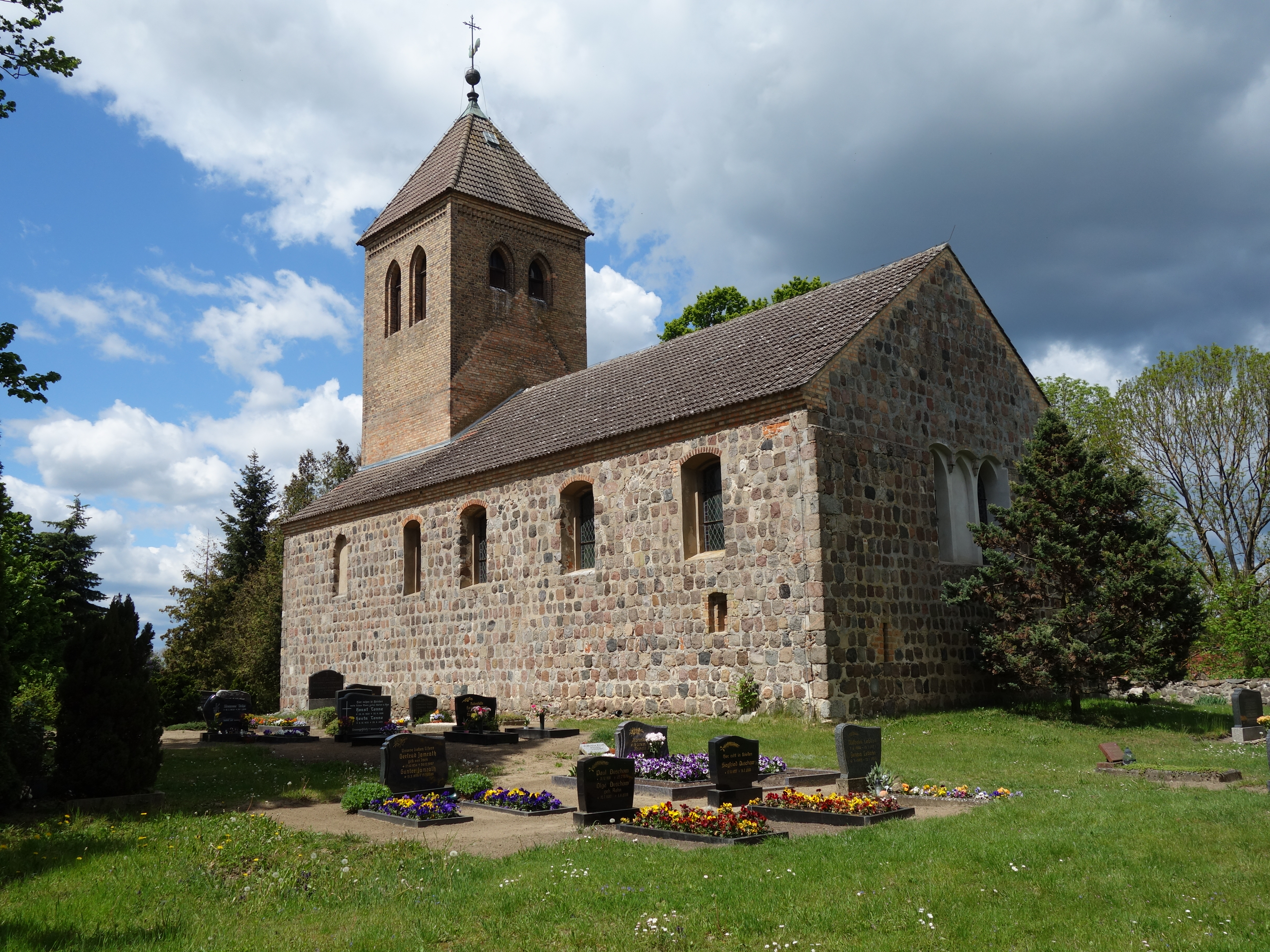
Südostansicht

Die Dorfkirche Barstorf ist ein Kirchengebäude im Ortsteil Barsdorf der Stadt Fürstenberg/Havel im Landkreis Oberhavel des deutschen Bundeslandes Brandenburg.

## Architektur
Die Feldsteinkirche stammt aus der zweiten Hälfte des 13. Jh. Der westliche Querturm wurde zwar angelegt, aber nicht ausgebaut. Das Westportal ist zweifach gestuft. In der Nordwand existierten zwei weitere Portale, die heute vermauert sind. Der Rechteckchor wurde nicht eingezogen.
Nach einem Brand 1881 wurde der quadratische Turm aus Backsteinen hinzugefügt. Bei der Renovierung 1984 wurde der Turmhelm auf ein Zeltdach reduziert. Ebenso wurde der First des Satteldachs des Kirchenschiffs niedriger gelegt. Die ursprüngliche Höhe lässt sich am Kirchturm noch erkennen. Die Verringerung der Dachhöhe war die Folge der Reduktion des Ostgiebels. Er wurde bis auf Kirchenschiffhöhe abgetragen und erneut aus Feldstein aufgemauert.

## Innengestaltung

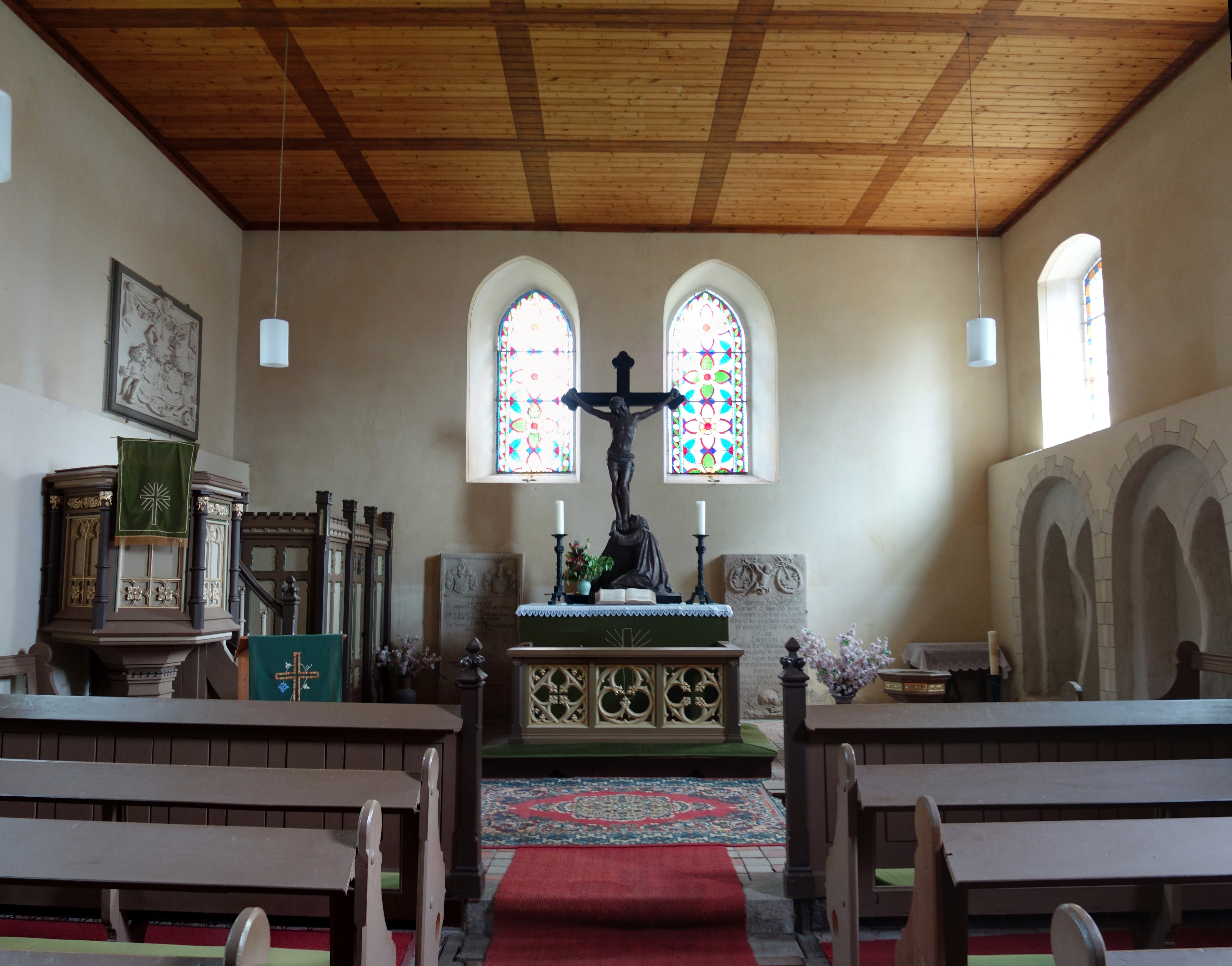
Östlicher Innenraum

Unter der Empore wurde eine Winterkirche eingerichtet. In der Südwand des Chors wurden 1984 zwei Rundbogenblenden mit gepaarten spitzbogigen Nischen freigelegt.